# Banjō Ginga
Banjō Ginga (銀河 万丈, Ginga Banjō), né Takashi Tanaka (田中 崇, Tanaka Takashi) le 12 novembre 1948 à Kōfu, est un seiyū, acteur japonais spécialisé dans les voix. Il est marié à Gara Takashima et travaille pour Aoni Production.
Il a joué, entre autres, le rôle de Gihren Zabi dans Mobile Suit Gundam qui l'a rendu célèbre ainsi que  Mr Heartfilia ou Jude Heartfilia, le père de Lucy dans le manga Fairy Tail et l'empereur Souther dans le manga Hokuto no Ken.

## Rôles
- Baki the Grappler : Kaio Dorian
- Black Lagoon : Verrocchio
- Dragon Ball : Bola, Capitaine Silver
- Dragon Ball Z : Le Combat fratricide : Amondo
- L'École des champions : Albert Robson
- Edgar de la Cambriole : Le Complot du clan Fuma : Daisuke Jigen
- Fairy Tail : Jude Heartfilia
- Fire Emblem Echoes: Shadows of Valentia, Fire Emblem Heroes : Duma
- Flo et les Robinson suisses : Edward
- Hokuto no Ken : Souther
- Hunter × Hunter (2011) : Isaac Netero
- Jackie dans la savane : Robert Ireland
- JoJo's Bizarre Adventure : Stardust Crusaders (2015 TV) : Daniel J. D'Arby
- Kirby's Dream Land : Nightmare, Customer Service
- Mobile Suit Gundam: Gihren Zabi
- One Piece : Colonel Morgan
- One Piece: Strong World : Scarlet
- Pollyanna : John Pendleton
- Princesse Sarah : Ralph Crewe
- Shokugeki no Soma : Senzaemon Nakiri
- Solo Leveling : Go Gunhee
- Space Runaway Ideon (ja) : Damido Pechi